# Inbiomyia pterygion
Inbiomyia pterygion är en tvåvingeart som beskrevs av William Russel Buck 2006. Inbiomyia pterygion ingår i släktet Inbiomyia och familjen Inbiomyiidae.
Artens utbredningsområde är Bolivia. Inga underarter finns listade i Catalogue of Life.